# Ernests Kalve
Ernests Kalve, né le 4 avril 1987, à Riga, en République socialiste soviétique de Lettonie, est un joueur letton de basket-ball. Il évolue au poste d'ailier. 

## Palmarès
- Champion d'Italie 2006